# Ahmad Jalali Farahani
Ahmad Jalali Farahani (احمد جلالی فراهانی)(født i 1975 i Teheran) er en iransk journalist, sanger, forfatter og dokumentarfilminstruktør. I løbet af sin karriere har han arbejdet for den islamiske republiks Iran Broadcaster (IRIB), nyhedskanaler, herunder Teheran-e Emrouz, Hamshahri, Jaam-e Jam, Etemad, Etemad-e Melli, Shargh og Iran og nyhedsbureauer som Mehr og Omid.
Han har været forfulgt i sit hjemland siden 2010, da han begyndte et filmskabende projekt om ytringsfrihed i Iran. I 2008 tvang den iranske regering ham til sin afskedigelse fra avisen Iran, og han blev anholdt og tortureret af iranske myndigheder ved tre forskellige lejligheder, i 2008, 2009 og 2010. På tidspunktet for hans anholdelse var han socialredaktør på et af Irans største nyhedsbureauer, Mehr News Agency. I august 2010 flygtede han til Tyrkiet med sin familie, fordi sikkerhedsstyrkerne ville anholde ham, og efterfølgende videre til Danmark, hvor han i øjeblikket bor. I 2014 udkom hans dokumentar We are Journalists, der gennem mere end 150 interviews med iranske journalister afspejler de vanskeligheder, de står over for i deres forsøg på at udtrykke sig frit og kæmpe for demokrati .
I 2015 blev filmen nomineret til bedste dokumentarfilm i Bodilprisen i Danmark. Filmen blev vist på forskellige internationale festivaler og vandt instruktørens Voice of Freedom-pris i Barcelona. 
Ahmad Jalali Farahani har afsluttet sin kandidatgrad i samfundsvidenskab og psykologi på Roskilde Universitet og er i gang at lave sin nye film.